# Dulje-Pass
Der Dulje-Pass (albanisch Qafa e Dulhës, serbisch Ћафа Дуље Ćafa Dulje) ist ein Pass in den Carraleva-Bergen im Kosovo. Er verbindet das Amselfeld (albanisch Fusha e Kosovës) mit Metochien (albanisch Rrafsh i Dukagjinit). Die Passhöhe liegt auf ca. 852 m. i. J.
Westlich des Passes liegt die Stadt Suhareka. Östlich des Passes erstreckt sich das Tal Gryka e Carralevës. Am Rand des Amselfelds liegt der Ort Shtime, wo Strecken nach Norden nach Pristina und nach Südosten nach Ferizaj abgehen. Ab dem Pass zweigt eine Straße nach Süden zum namensgebenden Dorf Duhla ab, das rund 500 Meter unterhalb der Passhöhe liegt. Eine Straße nach Osten führt hoch zu einigen weiteren kleinen Dörfern, eine Straße nach Norden zum Dorf Kleçka.
Der Pass wurde zumindest schon gegen Ende des 19. Jahrhunderts oft begangen, wie Berichte von Franz von Nopcsa bezeugen. Die Straße über den Dulje-Pass (M-25) war lange die bedeutendste Verbindung von Pristina nach Prizren und das südliche Amselfeld. Seit dem Bau der Autobahn Autostrada R 7 via Malisheva zur M-9, die das Gebirge etwas nördlich quert, hat der Pass viel an Bedeutung verloren.
Da die Passhöhe nicht von hohen Bergen umgeben ist, ergibt sich besonders gegen Westen und nach Süden zum Sharr-Gebirge ein weiter Ausblick.
Der Pass hatte strategische Bedeutung, und die Verbindung über den Pass war im Kosovokrieg respektive bereits im Vorfeld fest umkämpft. Die Gegend ist bis heute vermint. Am 13. Oktober 1998 wurde ein Soldat der Armee der Bundesrepublik Jugoslawien bei einem Überfall der UÇK getötet. Am 8. Januar 1999 überfielen UÇK-Einheiten am Pass Fahrzeuge der serbischen Polizei, wobei drei Polizisten ums Leben kamen. Die angespannte Lage führte zu einer stärkeren Präsenz jugoslawischer Sicherheitskräfte in der Region und kulminierte am 15. Januar 1999 im Massaker von Račak, einem Dorf bei Shtime.
Am 13. Juni 1999, am ersten Tag des Waffenstillstands nach dem Kosovokrieg, wurden auf der Passhöhe die Stern-Journalisten Gabriel Grüner und Volker Krämer sowie ihr Übersetzer und Fahrer Senol Alit von einem russischen Söldner, der ihr Auto zur Flucht nutzen wollte, erschossen. Am Ort des Verbrechens erinnert ein Gedenkstein mit der Aufschrift „Der Regen kehrt nicht mehr zurück nach oben. Wenn die Wunde nicht mehr schmerzt, schmerzt die Narbe“ an die Opfer.